# Deadly Games (1989)
Deadly Games – Allein gegen den Weihnachtsmann  (Originaltitel: 3615 code Père Noël) ist ein französischer Weihnachtsthriller, der unter der Regie von René Manzor 1989 gedreht wurde. Alternative Titel sind Deadly Games – Stille Nacht, tödliche Nacht sowie Dial Code Santa Claus.

## Handlung
Der neunjährige Thomas de Frémont ist zwar einerseits technisch sehr begabt und aufgeweckt, glaubt andererseits aber immer noch an die reale Existenz des Weihnachtsmannes. Um sich selbst, sowie seinem ungläubigen besten Freund den Beweis hierfür zu erbringen, installiert Thomas an Heilig Abend in der Familienvilla ein aufwendiges Kamerasystem, um das Eintreffen des Weihnachtsmannes festzuhalten. Da Thomas’ Mutter an diesem Tag länger arbeiten muss, ist Thomas gezwungen, den Heiligen Abend mit seinem Großvater alleine in der Villa zu verbringen. Via Internetchat unterhält sich Thomas mit einer ihm unbekannten Person, welche vorgibt, der wahrhaftige Weihnachtsmann zu sein. Thomas verrät dem Mann nebenbei, dass seine Mutter Chefin des örtlichen Kaufhauses ist. Er hofft, dass der Weihnachtsmann ihn so in der Dunkelheit der Nacht besser finden kann.
Zeitgleich hierzu sieht der Zuschauer in dem Einkaufszentrum, welches unter der Leitung von Thomas’ Mutter steht, die Person, mit der Thomas chattet. Der Mann lässt sich nach dem Chat prompt als Weihnachtsmann engagieren. Die Kinder der Kunden bringen dem „Weihnachtsmann“ allerdings wenig Sympathie entgegen, was diesen dazu bringt, ein kleines Mädchen zu ohrfeigen. Auf Grund dieses Fehlverhaltens wird der Mann durch Thomas’ Mutter mit sofortiger Wirkung entlassen. Der Mann belauscht den Freund der Mutter und erfährt so von einer Geschenkelieferung zu deren Haus. Er nutzt die Gelegenheit und überfällt den vor der Hofeinfahrt haltenden Lieferwagen, der die Weihnachtsgeschenke der Familie liefern soll. Er tötet den Fahrer, um nun selbst, als Weihnachtsmann verkleidet, in dessen Rolle zu schlüpfen und so Zugang zum Anwesen der Frémonts zu erhalten. Thomas, der die Ankunft des Weihnachtsmanns in seinem Versteck unter dem Küchentisch mit seinem Hund abwartet, wartet nicht vergebens. Ein lautes Geräusch sowie herabrieselnde Kaminasche kündigen die Ankunft des Weihnachtsmannes an. Thomas’ Begeisterung scheint grenzenlos, als der Mann mit weißem Bart im roten Gewand aus dem Kamin hervor steigt. Um ihn nicht zu vertreiben, verbleibt Thomas in seinem Versteck. Allerdings spürt Thomas’ Hund, dass der lang ersehnte Gast nicht in friedlicher Absicht gekommen ist. Er attackiert den Weihnachtsmann und beißt sich in dessen Umhang fest. Der Weihnachtsmann ersticht daraufhin Thomas’ Hund mit einem Tortenheber, welcher zufällig auf dem Tisch lag.
Thomas muss nun sein Heim sowie vor allem seinen Großvater vor dem Psychopathen beschützen. Die zuvor installierten Überwachungskameras verschaffen ihm hierbei einen Vorteil, doch auch der „Weihnachtsmann“ entpuppt sich als äußerst hartnäckig. Ein blutiges Katz-und-Maus-Spiel durch die verwinkelten und geheimen Gänge der alten Villa beginnt und findet seinen Showdown in der Erschießung des „Weihnachtsmanns“ durch Thomas’ Großvater. Die mit ihrem Lebensgefährten von der Arbeit heimkehrende Mutter von Thomas realisiert schnell, dass in der Villa etwas nicht stimmt und eilt in die Empfangshalle, um dort Thomas sowie dessen Großvater und den toten Weihnachtsmann vorzufinden. Sie nimmt ihren, von den vorhergehenden Ereignissen völlig verstörten und benommenen Sohn in den Arm und drückt diesen aus Angst fest an sich, als Thomas plötzlich sagt: „Es ist meine Schuld Mama, ich wollte den Weihnachtsmann sehen“.

## Wissenswertes
Autor und Regisseur René Manzor beschuldigte die Macher des 1990 erschienenen Kevin – Allein zu Haus seinen Film plagiiert zu haben, zu einem Prozess kam es jedoch nie.
Der Film beginnt mit einem Zitat des berühmten Kinderpsychologen Bruno Bettelheim: „Alle Kinder glauben an Magie. Sie hören erst auf, daran zu glauben, wenn sie erwachsen sind. Außer denen, die vor Enttäuschung über die Wirklichkeit nichts mehr von ihr erwarten“.
Im Abspann wird das Lied „Merry Christmas“ gespielt, gesungen von Bonnie Tyler.
Ausgestrahlt wurde der Film im Deutschen Fernsehen recht selten, meist zur Weihnachtszeit, das letzte Mal im Jahre 2000:
| Free-TV: kabel eins am 18. Dezember 2000  |
| Free-TV: SAT.1 am 24. Dezember 1994       |
| Pay-TV: Teleclub/Premiere am 1. März 1991 |

Eine VHS-Version von Atlas Video kam 1990 in den Handel.
Am 8. Dezember 2017 veröffentlichte ihn Camera Obscura erstmals in Deutschland auf DVD und Blu-ray. Daneben gibt es auch ein Digipak mit beiden Medien und Bonus-DVD.